# Gare d'El Guettana
La gare d'El Guettana, est une ancienne gare ferroviaire algérienne située dans la commune d'El Guettana, dans la wilaya de Mascara.

## Situation ferroviaire
Établie à une altitude de 176,220 m, la gare est située au point kilométrique (PK) 117,400 de la ligne d'Oran à Kenadsa, où elle est précédée de l'ancienne gare de Hacine et suivie de l'ancienne gare de Bou Hanifia.

## Histoire
Lors de la colonisation, la gare portait le nom de gare de La Guethna.
La gare est mise en service le 28 septembre 1879 lors de l'ouverture de l'ancienne ligne à voie étroite de 1 055 mm d'Arzew à Saïda où elle était précédée de la gare de Dubmineau (gare de Hacine) et suivie de la gare de Bou-Hanifia-les-Termes (gare de Bou-Hanifia),,.